# Sven-Gösta Jonsson
Sven-Gösta Jonsson (eg. Sven Gösta Jonsson), född 30 juli 1939 i Ammarnäs i Sorsele församling i  södra Lappland, Västerbottens län, död 14 december 2013 i Farsta i Stockholm, var en samisk sångare från Ammarnäs. Fader Sven Teodor Jonsson död 2010-04-25. 

## Biografi
Jonsson fick en stor hit med låten Vid foten av fjället ("Jag är lapp och jag har mina renar ...") 1959, och uppträdde sedan under namnet Den rockande Samen. 
Efter år av turnéer, alltid iklädd samedräkt, drog han sig tillbaka från rampljuset 1967. Han gjorde dock enstaka framträdanden under senare år, bland annat 1984 i underhållningsprogrammet Bell & Bom från Göteborg och i ett framträdande i Norrköping 2009 inför en publik på 1 300 personer.
Sven-Gösta Jonsson är begravd på Ammarnäs kyrkogård.

## Diskografi
Under hans karriär i början av 1960-talet gavs ett antal singlar och EP-skivor ut. En samlings-LP med 20 av hans sånger gavs ut 1982 i serien Minnenas Melodier nr 12 med titeln Vid foten av fjället. På CD finns Spotlight–Sven-Gösta Jonsson från 1991 och Rockande Samen från 2005. 

### Singlar
- Vid foten av fjället (1959) Vid foten av fjället/Bimbombey
- Främlingen (1964) Främlingen/Välkommen hem

### EP
- Jokkmokkrokk (1959) Jokkmokkrokk/Vid foten av fjället/Bimbombey/Kyss mig honey, honey, kyss mig
- Där fjällbruden blommar (1959) Där fjällbruden blommar/Min trogna Nelly/Sjung en sång/Adelina
- När våren bryter ut (1959) När våren bryter ut/Tomboy (Rödtott)/Donna/Aldrig mera ensam
- Lapp på luckan (1960) Lapp på luckan/För ung/Godnatt/La bella
- Vad vet jag (1960) Vad vet jag/Alltför många gånger/Nu går vind över fjäll/Nån har sagt
- Vid barndomshemmets grind (1960) Välkommen hem/Vid barndomshemmets grind/Lillemor/Snälla Per
- När det våras ibland bergen (1961) När det våras ibland bergen/Är du trogen mej/Från Paris till Hawaii/Det var du som sa nej
- Rock-Samen (1961) Stormande vind/I norrskenets land/Madeleine/Låt oss dansa strutt
- Klockan i dalen (1962) Klockan i dalen/Räck mej en hand min vän/Storyn om Kari/Bonnie Twist